# Crosia, Kalabrien
Crosia är en ort och kommun i provinsen Cosenza i regionen Kalabrien i Italien. Kommunen hade 9 948 invånare (2018).